# Tardos, Komárom-Esztergom
Tardos (în slovacă Tardoš) este un sat în districtul Tata, județul Komárom-Esztergom, Ungaria, având o populație de 1.635 de locuitori (2011).

## Demografie
Componența etnică a satului Tardos
     Maghiari (78,73%)
     Slovaci (19,39%)
     Germani (1,27%)
     Necunoscut (0,28%)
     Alții (0,33%)
Componența confesională a satului Tardos
     Romano-catolici (66,24%)
     Fără religie (7,4%)
     Reformați (3,85%)
     Necunoscută (21,59%)
     Alte religii (1,71%)
Conform recensământului din 2011, satul Tardos avea 1.635 de locuitori. Din punct de vedere etnic, majoritatea locuitorilor (78,73%) erau maghiari, existând și minorități de slovaci (19,39%) și germani (1,27%). Apartenența etnică nu este cunoscută în cazul a 0,28% din locuitori.  Din punct de vedere confesional, majoritatea locuitorilor (66,24%) erau romano-catolici, existând și minorități de persoane fără religie (7,4%) și reformați (3,85%). Pentru 21,59% din locuitori nu este cunoscută apartenența confesională.